# Charlotte (Saint Vincent en de Grenadines)
Charlotte is de grootste van de zes parishes van Saint Vincent en de Grenadines. De hoofdstad is Georgetown.
Met een oppervlakte van 149 km2 is de parish ongeveer even groot als de Britse Maagdeneilanden. Het is gelegen aan de oostkust van het hoofdeiland Saint Vincent.
Charlotte · Grenadines · Saint Andrew · Saint David · Saint George · Saint Patrick